# Geary Act
Il Geary Act fu un decreto legislativo approvato nel 1892 negli Stati Uniti per scoraggiare l'immigrazione di lavoratori cinesi. Prese il nome dal rappresentante della California Thomas J. Geary e fu votato dal Congresso per aggiungere ulteriori clausole al Chinese Exclusion Act del 1882. Nonostante numerosi ricorsi, la legge fu difesa dalla Corte Suprema degli Stati Uniti nel 1893 nella vertenza Fong Yue Ting contro gli Stati Uniti.
Secondo questa legge, tutti i cinesi residenti negli Stati Uniti erano tenuti a richiedere un permesso di soggiorno che funzionava da "passaporto" all'interno della federazione. Lo smarrimento di tali documenti o la mancata esibizione alle autorità poteva costare la deportazione oppure un anno di lavori forzati. Oltretutto, i cittadini cinesi non potevano chiamare dei testimoni durante in tribunale e non poteva essere loro concesso di pagare una cauzione di buona condotta durante i processi habeas corpus.
Questi atti di discriminazione ai danni dei cittadini cinesi rimasero in vigore fino al 1943, quando il Magnuson Act parzialmente allentò le misure restrittive contro l'immigrazione e consentì ai cinesi di richiedere la naturalizzazione.

## Antefatti
I migranti cinesi giunsero negli Stati Uniti a più riprese durante la corsa all'oro della California a metà del XIX secolo, quando si cercava manodopera per costruire la ferrovia verso la costa occidentale. Quando i giacimenti d'oro si fecero più scarsi e i posti di lavoro si saturarono, gli americani mostrarono sempre più diffidenza e ostilità nei confronti dei cinesi (e altri lavoratori stranieri). In breve il governo reagì passando delle leggi contro l'immigrazione dei cinesi, tra cui il Page Act (1875) e il Chinese Exclusion Act del 1882.
L'atto impediva ai lavoratori cinesi qualificati e non (specialmente quelli impiegati nelle miniere) dal poter entrare negli Stati Uniti per almeno dieci anni, pena l'incarcerazione e la deportazione. Ai cinesi era anche negata la cittadinanza statunitense. A seguito di questi provvedimenti fu necessario rafforzare i controlli di dogana per verificare le intenzioni dei cinesi in arrivo nel Paese e il governo si dotò di interpreti e ufficiali specializzati per migliorare la macchina burocratica anti-immigrazione.
Secondo lo storico Elmer Clarence Sandmeyer, l'atto suscitò indignazione in parecchi californiani, delusi che la legge non prevedesse un bando totale dei cinesi dal territorio americano.
A nessun altro gruppo di migranti fu richiesto, in maniera così meticolosa, di esibire dei permessi di soggiorno. Fu soltanto intorno agli anni Quaranta del secolo scorso che, con l'emissione delle "carte verdi" (green cards), i controlli sull'immigrazione divennero più ferrei a prescindere dal paese d'origine. Si trattava, comunque, di decisioni volte a difendere la supremazia bianca negli Stati Uniti.